# Cyanopepla bella
Cyanopepla bella là một loài bướm đêm thuộc phân họ Arctiinae, họ Erebidae.